# Culicoides paulipictus
Culicoides paulipictus är en tvåvingeart som beskrevs av Tokunaga 1977. Culicoides paulipictus ingår i släktet Culicoides och familjen svidknott. Inga underarter finns listade i Catalogue of Life.